# George Donner
George Donner (7 de março de 1784 - 28 de março de 1847) foi um pioneiro americano e líder da Caravana Donner, um grupo de emigrantes que ficaram presos pela neve na Sierra Nevada de Alta Califórnia no inverno de 1846-1847. Quase metade dos viajantes morreu de fome e alguns dos emigrantes recorreram ao canibalismo .

## Família
George Donner nasceu em 7 de março de 1784, perto de Salem, Carolina do Norte . Ele foi o terceiro filho e o filho mais velho de George Donner (1752–1844) e Mary Huff (1755–1842). George tinha três irmãs e três irmãos, um dos quais, Jacob (1789–1846), o acompanhou à Califórnia, assim como a terceira esposa de George, Tamsen Donner.
Os filhos de Donner de seu primeiro casamento ficaram para trás em Illinois, mas os de seu segundo e terceiro casamento o acompanharam para a Califórnia. Todos os cinco sobreviveram.

## Caravana Donner
Antes de emigrar para o oeste, Donner morou nos arredores de Springfield, Illinois . Em 14 de abril de 1846, ele, seu irmão Jacob e James F. Reed, junto com suas famílias e trabalhadores contratados, partiram para a Califórnia em carroções cobertos como parte da Boggs Company. Três meses depois, no Little Sandy River em Wyoming, Donner foi escolhido para liderar o grupo, agora conhecido como Caravana Donner .
O grupo decidiu desviar da trilha principal para seguir uma nova rota conhecida como Corte de Hastings através das montanhas Wasatch em Utah e o deserto do Grande Lago Salgado, retornando à trilha da Califórnia a oeste de Elko, Nevada . Embora a rota tivesse sido anunciada como um atalho, atrasou seriamente seu progresso e custou ao grupo recursos preciosos quando muitos de seus bois morreram de fome no deserto. Eles voltaram à trilha principal através da Sierra Nevada no final da temporada e logo ficaram presos por grandes amontoados de neve no lado leste do lago Truckee, a oeste da atual Truckee, Califórnia .

## Morte
Grupos de resgate foram organizados, mas foram impedidos de chegar aos pioneiros encalhados pelas fortes nevascas. Quando eles finalmente chegaram, Jacob Donner estava morto, e o braço de George Donner tinha gangrenado devido a um ferimento sofrido na mão durante o conserto de um eixo de carroça quebrado a caminho do acampamento de inverno. A equipe de resgate levou as filhas de Donner, Elitha e Leanna, deixando Donner e sua esposa para trás.
A segunda e a terceira equipes de resgate encontraram Donner muito fraco para viajar. Quando a quarta e última festa de socorro chegou em 17 de abril de 1847, eles encontraram Donner morto em sua cama. Alguns outros relatos da morte de Donner indicam que seu corpo foi mutilado.
Dos 87 integrantes que iniciaram o trajeto, apenas 48 sobreviveram.